# Argenteus

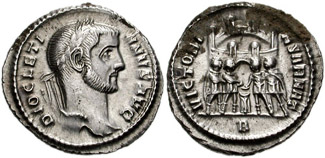
Argenteus cesarza Dioklecjana upamiętniający zwycięstwo nad Sarmatami (Victoria Sarmat[ica]) i podkreślający (rewers) jedność polityczną tetrarchów (niedoważony – 2,97 g)

Argenteus – niewielka (średn. ok. 19 mm) srebrna moneta rzymska wprowadzona reformą Dioklecjana z r. 294 n.e. i pozostająca w obiegu do ok. 310 r. Z początku przypuszczalnie jako 1/25 monety złotej (aureusa), zarazem stanowiąca równowartość 8 follisów; później (301 r.) o wartości jedynie 1/10 aureusa.

## Cechy i znaczenie
Zarówno nazwą (dosłownie – „srebrny”), jak i stosunkiem do złota oraz cechami zewnętrznymi argenteus nawiązywał do pełnowartościowego denara srebrnego z czasów cesarzy julijsko-klaudyjskich (Nerona). Ustawową wagą (3, 41 g) odpowiadał 1/96 rzymskiego funta (libra), co niekiedy zaznaczano na rewersie liczbą XCVI (częstokroć jednak bywał niedoważony). Wkrótce (za Galeriusza) pojawiły też półargenteusy (o wadze 1,5 g) typu Virtus Militum, obiegające w latach ok. 306 - 310/311 n.e. Już za Konstantyna Wielkiego, w wyniku kolejnej reformy pieniądza, srebrnik ten jako nazbyt zdewaluowany zastąpiono w 326 r. pełnowartościową monetą o podobnej wadze – srebrną sylikwą. 

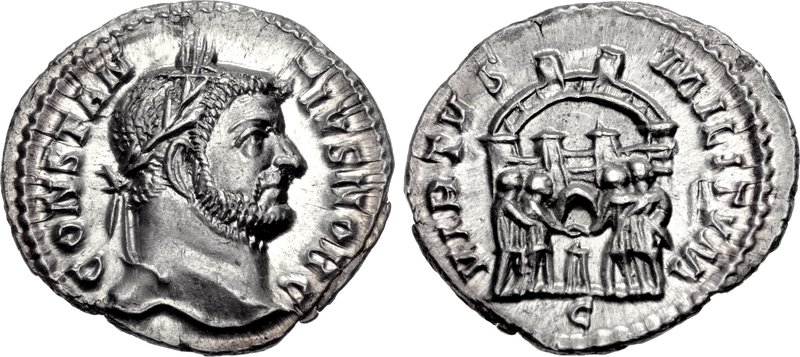
Srebrnik Konstancjusza Chlorusa typu Virtus Militum wybity w Trewirze

Najczęściej emitowanym typem był argenteus Providentia Augg[ustorum] (lub Victoriae Sarmaticae) z identycznym przedstawieniem na rewersie czterech władców (tetrarchów) składających ofiarę przed bramą obozu wojskowego. Propagandowo akcentowano w ten sposób wspólność rządów i polityczną jedność członków tetrarchii oraz ich ścisły związek z wojskiem i pochodzeniem z szeregów armii. Podobną rolę spełniało wyobrażenie warownej bramy obozu wojskowego (castrum) na półargenteusach z hasłem Virtus Militum (Męstwo żołnierzy [tj. armii]). 
W źródłach antycznych określenia „argenteus nummus” jako pierwszy użył Pliniusz Starszy w swej Naturalis historia (XXXIII,47). W Dziejach rzymskich (Rerum gestarum libri) Ammianusa Marcellina również pojawia się to określenie, jednakże bez wskazania, iż chodzi o oficjalny nominał. Autorzy Historia Augusta używają tej nazwy dość swobodnie dla określenia rozmaitego pieniądza.  